# Большой Раджастхан
Большой Раджастхан — короткоживущий штат Индии, существовавший в 1949 году.
Когда в 1947 году был провозглашён независимый Индийский Союз, то под управлением центрального правительства оказались лишь бывшие британские провинции. Многочисленные туземные княжества должны были решать свою судьбу самостоятельно, и с каждым из них властями нового государства велись отдельные переговоры, определявшие условия вхождения в состав Индийского Союза.
Часть мелких княжеств Раджпутаны в 1948 году объединилась в Соединённые государства Матсьи, другая часть — в Соединённые государства Раджастхана. Крупные княжества были осторожнее с решением своей судьбы, но когда к Соединённым государствам Раджастхана решило присоединиться Удайпур, и его махарана тут же был сделан раджпрамукхом этого штата — это проложило путь колеблющимся. Один за другим к Соединённым государствам Раджастхана присоединились Биканер, Джайсалмер, Джайпур и Джодхпур.
В связи со значительным расширением Союза, 30 марта 1949 года было официально провозглашено его преобразование в Большой Раджастхан. Маха-раджпрамукхом стал бывший властитель Удайпура, а уп-раджпрамукхом — бывший властитель княжества Кота.
15 мая 1949 года Большой Раджастхан объединился с Соединёнными государствами Матсьи в Соединённые государства Большого Раджастхана (после вступления в силу Конституции Индии переименованные в штат Раджастхан).